# Gärsnäs församling (före 1667)
Gärsnäs församling var en församling  i Lunds stift i nuvarande Simrishamns kommun. Församlingen uppgick 16 mars 1667 i Stiby församling.

## Administrativ historik
Församlingen har medeltida ursprung och uppgick 16 mars 1667 i Stiby församling.